# Carenat (motos)

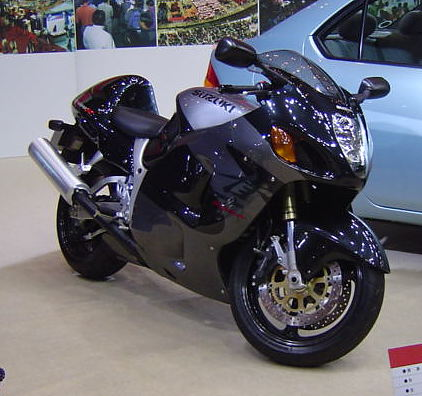
Suzuki GSX-1300R Hayabusa totalment carenada, capaç de superar els 300 km/h.

En una motocicleta i en alguns tipus d'automòbils de competició, s'anomena carenat al revestiment realitzat amb fibra de vidre, fibra de carboni, plàstic o altre material que s'adapta al xassís amb una finalitat principalment aerodinàmica, encara que també estètica. En aviació i aeronàutica, també es fa servir el terme carenat.
Habitualment el carenat d'una motocicleta es divideix en 4 seccions:
- Cúpula: Ocupa la part superior de la moto, cobrint els fars i incorporant un parabrisa transparent.
- Quilla: Es localitza a la part inferior, entre les rodes i per sota de les fuites.
- Laterals: Habitualment són els elements d'unió entre cúpula i quilla, per donar continuïtat a un carenat complet.
- Cua: És independent de la resta de parts del carenat. Ocupa la part posterior de la motocicleta i alberga el seient del passatger i la il·luminació posterior.